# Нассер Ад-Давсарі
Нассер Ад-Давсарі (араб. ناصر الدوسري, нар. 19 грудня 1998, Ер-Ріяд) — саудівський футболіст, півзахисник клубу «Аль-Гіляль».
Виступав, зокрема, за клуб «Аль-Гіляль», а також національну збірну Саудівської Аравії.
Триразовий чемпіон Саудівської Аравії. Володар Королівського кубка Саудівської Аравії. Дворазовий клубний чемпіон Азії.

## Клубна кар'єра
Народився 19 грудня 1998 року в місті Ер-Ріяд. Вихованець футбольної школи клубу «Аль-Гіляль». Дорослу футбольну кар'єру розпочав 2017 року в основній команді того ж клубу, кольори якої захищає й донині.

## Виступи за збірні
У 2016 році дебютував у складі юнацької збірної Саудівської Аравії (U-19), загалом на юнацькому рівні взяв участь у 2 іграх.
У 2017 році залучався до складу молодіжної збірної Саудівської Аравії.
У 2021 році дебютував в офіційних матчах у складі національної збірної Саудівської Аравії.
У складі збірної був учасником чемпіонату світу 2022 року у Катарі.
| Дата       | Місто    | Господарі         | Результат | Гості             | Турнір            | Голи | Примітки |
| ---------- | -------- | ----------------- | --------- | ----------------- | ----------------- | ---- | -------- |
| 25-3-2021  | Ер-Ріяд  | Саудівська Аравія | 1 – 0     | Кувейт            | товариський матч  | -    | 60'      |
| 7-10-2021  | Ер-Ріяд  | Саудівська Аравія | 1 – 0     | Японія            | Відбір до ЧС 2022 | -    | 86'      |
| 11-11-2021 | Сідней   | Австралія         | 0 – 0     | Саудівська Аравія | Відбір до ЧС 2022 | -    |          |
| 16-11-2021 | Ханой    | В'єтнам           | 0 – 1     | Саудівська Аравія | Відбір до ЧС 2022 | -    |          |
| 5-6-2022   | Мурсія   | Саудівська Аравія | 0 – 1     | Колумбія          | товариський матч  | -    | 90'      |
| 9-6-2022   | Мурсія   | Саудівська Аравія | 0 – 1     | Венесуела         | товариський матч  | -    | 58'      |
| 23-9-2022  | Мурсія   | Саудівська Аравія | 0 – 0     | Еквадор           | товариський матч  | -    | 66'      |
| 27-9-2022  | Мурсія   | Саудівська Аравія | 0 – 0     | США               | товариський матч  | -    | 66'      |
| 10-11-2022 | Абу-Дабі | Саудівська Аравія | 1 – 1     | Панама            | товариський матч  | -    | 73'      |
| 16-11-2022 | Ер-Ріяд  | Саудівська Аравія | 0 – 1     | Хорватія          | товариський матч  | -    | 80'      |
| Усього     |          | Матчів            | 10        |                   | Голів             | 0    |          |

## Титули і досягнення
- Чемпіон Саудівської Аравії (4):

«Аль-Гіляль»: 2017-2018, 2019-2020, 2020-2021, 2021-2022
- Володар Королівського кубка Саудівської Аравії (2):

«Аль-Гіляль»: 2019-2020, 2022-2023
- Володар Суперкубка Саудівської Аравії (2):

«Аль-Гіляль»: 2018, 2021
- Клубний чемпіон Азії (2):

«Аль-Гіляль»: 2019, 2021